# ЭмИн
Опросник ЭмИн — первая в российской психологии методика для измерения представлений человека о своем эмоциональном интеллекте (ЭИ), разработанная Д. В. Люсиным.

## История создания
Опросник ЭмИн опирается на авторскую модель эмоционального интеллекта Д. В. Люсина, который определяется им как способность к пониманию своих и чужих эмоций и управлению ими.
Работа над опросником проходила в несколько этапов.
Первая версия опросника была опубликована в 2004 году Д. В. Люсиным, О. О. Марютиной и А. С. Степановой. С целью разработки опросника на эмоциональный интеллект, а также получения данных о структуре эмоционального интеллекта и связях его компонентов с личностными чертами и полом испытуемых, авторами было проведено эмпирическое исследование на выборке из 84 человек. В составленном в результате опроснике большинство шкал обладало удовлетворительной надежностью.
В своей статье Р. Д. Робертс и соавторы, наряду с другими методиками измерения эмоционального интеллекта, рассматривали версию опросника ЭмИн 2004 года. Авторами были приведены приведены данные о внутренней согласованности шкал ЭмИна, которая была оценена как удовлетворительная.
Окончательная версия опросника ЭмИн была опубликована в 2006 году. Психометрический анализ был проведен на основе ответов 218 испытуемых и показал, что опросник обладает достаточно высокой надежностью.
Новые данные о психометрических свойствах опросника были получены на выборке в 745 человек и опубликованы в 2009 году. Полученные в этом исследовании результаты в целом почти полностью совпадают с результатами исследования 2006 года. Отличие связано с интерпретацией третьего и пятого факторов, поскольку, согласно результатам новейшего исследования, в третьем факторе смешиваются утверждения, относящиеся к обеим субшкалам (МУ и ВУ), соответствующим данным факторам, а также присутствуют два утверждения из субшкалы ВП.
Для дальнейшего психометрического обоснования требуются исследования валидности опросника ЭмИн.

## Модель эмоционального интеллекта Д. В. Люсина
Эмоциональный интеллект трактуется Д. В. Люсиным как когнитивная способность. Автор настаивает на том, что в структуру данного феномена не следует включать личностные черты, которые могут способствовать лучшему или худшему пониманию эмоций, но вместе с тем сами не являются компонентами эмоционального интеллекта.
В структуре эмоционального интеллекта выделяется два «измерения»:
1. Способность — к пониманию или управлению. Способность к пониманию эмоций предполагает, что человек может распознавать наличие эмоции, идентифицировать и называть ее, а также понимать ее причины и предвидеть возможные следствия. Способность к управлению эмоциями означает, что человек может произвольно контролировать интенсивность эмоций и их внешнее выражение, вызывать необходимую эмоцию.
2. Направленность — на свои или чужие эмоции. На собственные эмоции направлен внутриличностный эмоциональный интеллект (ВЭИ), а на чужие — межличностный (МЭИ).
Пересечение указанных «измерений» дает четыре вида эмоционального интеллекта:
|                     | Межличностный ЭИ           | Внутриличностный ЭИ        |
| Понимание эмоций    | Понимание чужих эмоций     | Понимание своих эмоций     |
| Управление эмоциями | Управление чужими эмоциями | Управление своими эмоциями |

## Структура опросника
Структуру опросника ЭмИн можно представить следующим образом:
|                         | МЭИ: межличностный ЭИ          | ВЭИ: внутриличностный ЭИ                               |
| ПЭ: понимание эмоций    | МП: понимание чужих эмоций     | ВП: понимание своих эмоций                             |
| УЭ: управление эмоциями | МУ: управление чужими эмоциями | ВУ: управление своими эмоциями ВЭ: контроль экспрессии |

Опросник состоит из 46 утверждений, по отношению к которым испытуемому предлагается выразить степень своего согласия по 4-балльной шкале, и затрагивает все четыре вида эмоционального интеллекта.
Утверждения опросника объединяются в 5 субшкал:
- Субшкала МП (понимание чужих эмоций) — способность понимать эмоциональное состояние человека на основе внешних проявлений эмоций и/или интуитивно; чуткость к внутренним состояниям других людей.
- Субшкала МУ (управление чужими эмоциями) — способность вызывать у других людей те или иные эмоции, снижать интенсивность нежелательных эмоций. Возможно, склонность к манипулированию людьми.
- Субшкала ВП (понимание своих эмоций) — способность к осознанию своих эмоций: их распознавание и идентификация, понимание причин их возникновения, способность к вербальному описанию.
- Субшкала ВУ (управление своими эмоциями) — способность и потребность управлять своими эмоциями, вызывать и поддерживать желательные эмоции и держать под контролем нежелательные.
- Субшкала ВЭ (контроль экспрессии) — способность контролировать внешние проявления своих эмоций.

Эти субшкалы объединяются в 4 шкалы более общего порядка:
- Шкала МЭИ (межличностный ЭИ)
- Шкала ВЭИ (внутриличностный ЭИ)
- Шкала ПЭ (понимание эмоций)
- Шкала УЭ (управление эмоциями)

## Применение опросника ЭмИн в психологических исследованиях
Данная методика находит свое применение при проведении эмпирических исследований в психологии. Ниже представлены некоторые из них.
Е. В. Новотоцкой-Власовой было проведено исследование, направленное на выявление связей между уровнем эмоционального интеллекта и особенностями мотивационной сферы личности. Автором использовался опросник ЭмИн и опросник А. Эдвардса «Список личностных предпочтений» в модификации Т. В. Корниловой.
Исследование Т. В. Корниловой и Е. В. Новотоцкой-Власовой было посвящено изучению взаимосвязи развития нравственного самосознания личности, свойств саморегуляции, связанных с преодолением неопределенности, и показателей эмоционального интеллекта. Испытуемые проходили тестирование по четырем методикам: опросник «Справедливость — забота», шкала толерантности к неопределенности в адаптации Е. Г. Луковицкой, опросник «Личностные факторы принятия решений ЛФР» Т. В. Корниловой, опросник ЭмИн Д. В. Люсина.
Н. А. Польской было проведено исследование, посвященное изучению связи факторов регуляции эмоций с особенностями самоповреждающего поведения, на двух группах респондентов. В клиническую группу вошли пациенты с пограничными психическими расстройствами, в неклиническую — респонденты без расстройств психического здоровья. Использовались следующие методики: шкала причин самоповреждающего поведения Н. А. Польской, русскоязычная версия опросника когнитивной регуляции эмоций Е. И. Рассказовой, А. Б. Леоновой и И. В. Плужникова, тест «Способы совладающего поведения» в русскоязычной адаптации Т. Л. Крюковой, Е. В. Куфтяк и М. С. Замышляевой, опросник ЭмИн версии 2009 года.
В одном из исследований И. Н. Андреевой изучалась взаимосвязь эмоционального интеллекта с частотой переживания фундаментальных эмоций (радости, горя, страдания, вины, гнева) и содержанием тезауруса эмоций у лиц юношеского возраста. Для получения данных использовался ряд методик: опросник ЭмИн, «Ассоциативный словарь эмоций» А. Г. Закаблука, модифицированная методика Т. Дембо.
Цель другого исследования И. Н. Андреевой состояла в изучении взаимосвязи эмоционального интеллекта с индивидуальными проявлениями самоактуализации у лиц юношеского возраста. Для получения данных использовались такие методики, как опросник ЭмИн версии 2006 года и самоактуализационный тест Э. Шострома (адаптация Ю. Е. Алёшиной, Л. Я. Гозмана, М. Загика, М. В. Кроз).
В исследовании Е. В. Воробьевой и соавторов способность к принятию агрессии рассматривалась во взаимосвязи с параметрами эмоционального интеллекта. Испытуемые заполняли опросник ЭмИн Д. В. Люсина и самоактуализационный тест САТ в русскоязычной адаптации Ю. Е. Алешиной, Л. Я. Гозман, М. В. Загика и М. В. Кроз.